# Potentilla pentaphylla
Potentilla pentaphylla là loài thực vật có hoa trong họ Hoa hồng. Loài này được (Losinsk.) Mabb. mô tả khoa học đầu tiên năm 2002.